# Guerre de succession du duché de Brabant
- Comté de Flandre
- Duché de Brabant
- Duché de Limbourg
- Seigneurie de Malines
- Duché de Gueldre
- Comté de Zutphen
- Dépendances de Zutphen
- Duché de Luxembourg

Guerre de succession du duché de Brabant
La guerre de succession du duché de Brabant est le conflit qui opposa le duché de Brabant et le comté de Flandre au sujet de la succession de Jean III de Brabant, du 15 juin 1356 au 4 juin 1357.

## Le testament de Jean III de Brabant
Jean III, duc de Brabant, décédé le 5 décembre 1355, sans héritier mâle, avait prévu que sa fille aînée, Jeanne, hériterait des duchés de Brabant et de Limbourg à condition qu'elle accordât une rente à ses deux sœurs - Marguerite de Brabant et Marie (1325-1399), épouse de Renaud III de Gueldre. Il avait également fait promettre à Jeanne, à son époux et à l'ensemble des villes du duché d’en maintenir l’intégrité territoriale.

## Les récriminations de Louis de Maele
En dépit de ces dispositions de Jean III, Louis II de Flandre, dit Louis de Male, époux de Marguerite de Brabant, réclama le démembrement du duché et une partie de celui-ci en compensation du fait que, selon lui, lors de son mariage avec Marguerite, le duc Jean III de Brabant lui avait promis une dot qui n’aurait jamais été payée. Il affirmait en outre qu'il n'avait jamais reçu l’entièreté du payement pour la vente de Malines par le comté de Flandre au duché de Brabant quelques années plus tôt, en 1347.
Pour éviter l'embrasement, le mari de Jeanne, Venceslas Ier de Luxembourg, proposa de concéder à Marguerite de Brabant la seigneurie de Malines. Il dut se rétracter devant l'opposition que cette proposition suscita chez la duchesse et chez les magistrats de Bruxelles et de Louvain qui l’accusèrent de trahir sa promesse au défunt duc.
Louis de Male déclara donc la guerre au duché de Brabant le 15 juin 1356.

## La chute du duché de Brabant
Le 15 juillet, les troupes de Louis de Male se massèrent entre Ninove et Grammont. Des combats éclatèrent le 7 août autour d’Anvers, dont mille Flamands firent le siège.
Bruxelles tomba le 18 août.
Malines suivit deux jours plus tard ; Louvain et Vilvorde plièrent le 22 août ; Anvers et Grimbergen, le 23 août ; Tirlemont, le 24 août suivie de près par Nivelles.

## Réaction brabançonne
Wenceslas partit demander l'aide de son frère Charles, empereur du Saint-Empire, tandis que Jeanne se réfugia à Binche puis à Bois-le-Duc, d’où elle représenta le gouvernement légitime du Brabant libre. Le 6 octobre, elle informa Louvain et Bruxelles du soutien de l'empereur du Saint-Empire, et qu’une armée était en route pour libérer le Brabant.
La nouvelle rendit espoir aux Brabançons et, dans la nuit du 24 octobre, un petit groupe de patriotes bruxellois, emmené par Éverard t'Serclaes, escalada les murs de la ville, arracha l’étendard des troupes flamandes et fit flotter à nouveau les couleurs brabançonnes sur Bruxelles. Dès l’aube, à la vue du drapeau brabançon, les Bruxellois se rebellèrent contre l’occupant et le mirent en fuite. Wenseslas, pourtant, n'arriva jamais à Bruxelles avec ses troupes. Il eut la route coupée par des partisans du comte de Flandre, dont le prince-évêque de Liège et le comte de Namur.
Il ne fallut que cinq jours aux autres villes du duché, à l’exception de Malines, pour suivre l’exemple bruxellois.

## La paix
La paix fut signée à Ath le 4 juin 1357 grâce à l'arbitrage de Guillaume III de Hainaut, favorable au comte de Flandre. L'accord contient quatre points essentiels :
- la reconnaissance de la souveraineté de Jeanne sur le duché de Brabant.
- l'autorisation donnée à Louis de Maele de porter jusqu'à sa mort le titre honorifique de duc de Brabant.
- la cession de Malines au comté de Flandre.
- la cession d’Anvers et ses dépendances à Marguerite de Brabant[9].